# Сегарију
Сегарију (итал. Segariu) је насеље у Италији у округу Медио Кампидано, региону Сардинија.
Према процени из 2011. у насељу је живело 1139 становника. Насеље се налази на надморској висини од 114 м.

## Становништво
Према резултатима пописа становништва 2011. у општини је живело 1.277 становника.
| 1931. | 1936. | 1951. | 1961. | 1971. | 1981. | 1991. | 2001. | 2011. |
| ----- | ----- | ----- | ----- | ----- | ----- | ----- | ----- | ----- |
| 899   | 989   | 1.308 | 1.441 | 1.409 | 1.432 | 1.383 | 1.358 | 1.277 |